# Limnonectes tweediei
Limnonectes tweediei es una especie de anfibio anuro del género Limnonectes de la familia Dicroglossidae.

## Distribución geográfica
Es originaria de la península de Malaca y una localidad del centro de la isla de Sumatra.